# Етнографічний музей Чорногорії
Етнографічний музей Чорногорії (чорн. Etnografski muzej Crne Gore) — музей чорногорської етнографії в Цетинє. Заснований в 1951 році, є частиною Національного музею Чорногорії. Із 2002 року розташований у колишньому будинку дипломатичної місії Сербії в Цетинє на Палацовій площі (чорн. Dvorski trg).
Загальний фонд Етнографічного музею налічує понад 4400 одиниць зберігання, які поділяються за різними колекціями: національні костюми, зброя, ювелірні прикраси, меблі та начиння, текстиль, сумки, тютюнопаління, дитячі іграшки, музичні інструменти, художня колекція та колекція предметів, які пов'язані з вірою.

## Історія
Етнографічний музей Чорногорії заснований у Цетинє 1951 року. У 1964 році його включили до Чорногорського національного музейного комплексу, який 1979-го перейменували на Національний музей Чорногорії. Спочатку музей розташовувався разом із двома іншими музеями — Негоша та Народно-визвольної війни — в будівлі Більярду, пізніше зруйнованого під час землетрусу 1979 року. Після цього експонати музею перенесли у «Владин будинок», де вони залишалися на зберіганні багато років, поки музей не мав власної експозиційної площі.
У 1987 році муніципалітет Цетинє передав у відання Національного музею Чорногорії колишню будівлю посольства Сербії в Чорногорії. До 2002 року воно було пристосоване для розміщення в ньому Етнографічного музею, а в 2018 році відкрито першу постійну експозицію музею, в якій представлено понад 400 експонатів.